# Sibu

Sibu är en stad i den malaysiska delstaten Sarawak, och är belägen vid Rajangfloden på ön Borneo. Befolkningen uppgick till 167 427 invånare vid folkräkningen 2000, vilket vid tidpunkten gjorde den till delstatens tredje största stad. Sibu är administrativ huvudort för en av delstatens divisioner, samt ett distrikt (båda med samma namn som staden). 